# Hassum
Hassum is een dorp in de Duitse deelstaat Noordrijn-Westfalen, gelegen in de Kreis Kleef. Het dorp is sinds 1969 een stadtteil van Goch. Op 30 juni 2016 telde Hassum 1.142 inwoners.
Het dorp werd rond 1134 voor het eerst genoemd en rond 1300 stond er een kapel. De katholieke kerk uit de zestiende eeuw werd na de Tweede Wereldoorlog niet herbouwd. In 1948 werd een zaalkerk als noodkerk gebouwd die in 1968 vergroot werd en in 1978 een aparte toren kreeg. Rond Hassum is tijdens Operatie Veritable zwaar gevochten. De spoorlijn Boxtel - Wesel liep door Hassum en het dorp had een station Bahnhof Hassum dat nu een woonhuis is.
| De St. Willibrorduskerk | Molen in Hassum | Voormalig goederenstation |

## Verenigingen
- Endurovereniging: ECH Enduro Club Hassum e.V.
- Katholieke landjeugdbeweging: KLJB Hassum
- Kinderkoor: KCH - Kinderchor Hassum
- Koor: Pfarr-Cäcilienchor St. Willibrord Hassum
- Muziekvereniging: Bundesschützenmusikzug Hassum 1930
- Schutterij: St. Willibrord Hassum
- Voetbal-, wieler- en breedtesportvereniging: DJK SG Hommersum-Hassum 1947 e.V.
- Vrouwenbond: Rheinische Landfrauen Hassum
- Werknemersvereniging (katholiek): KAB Asperden - Hassum - Hommersum